# Центрування (орієнтування центрів тіл)
Центрування (орієнтування центрів тіл) (рос. центрирование, англ. centring, alignment; нім. Zentieren n, Zentrierung f) – дія, установлення центрів яких-небудь тіл на одну спільну вісь; надання центру інструмента, деталі машини потрібного положення. 
Наприклад, центрування маркшейдерсько-геодезичного приладу – суміщення вертикальної осі цього приладу з прямовисною лінією, яка проходить через задану точку.
Інший приклад - центрування валу.